# 287711 Filotáslili
287711 Filotáslili è un asteroide della fascia principale. Scoperto nel 2003, presenta un'orbita caratterizzata da un semiasse maggiore pari a 3,169938 UA e da un'eccentricità di 0,091802, inclinata di 1,981410° rispetto all'eclittica.